# Melozone
Melozone es un género de aves paseriformes de la familia Passerellidae, conocidos vulgarmente como toquíes, rascadores o rascadorcitos, cuyos miembros habitan en América del Norte y América Central.

## Especies
Se reconocen las siguientes especies:
- Melozone albicollis
- Melozone fusca
- Melozone crissalis
- Melozone aberti
- Melozone kieneri
- Melozone biarcuata
- Melozone cabanisi
- Melozone leucotis